# Muralla de Astorga
La muralla de Astorga rodea el casco antiguo de la ciudad de Astorga en la provincia de León, en España. La antigua ciudad romana de Asturica Augusta, fundada en tiempos de Augusto con motivo de las guerras cántabras, fue dotada de un primer muro defensivo el cual tuvo una vida efímera pues a finales del siglo I fue derribado.
Un segundo muro fue construido en el siglo III o el IV, siendo la muralla visible en el actual recinto, aunque con numerosas reformas y restauraciones realizadas desde época medieval. Con una longitud de más de 2 km, y circunvalando el cerro sobre el que se asienta la ciudad, es uno de los monumentos más destacados de la capital maragata.

## Muralla romana
Los trabajos arqueológicos realizados en los últimos años han dado lugar a una interesante información acerca de los distintos sistemas defensivos que se fueron levantando durante la época romana en el cerro sobre el cual se asienta la ciudad.
El primero corresponde al muro o vallum correspondiente al campamento que levantó aquí la Legio X Gemina. Tal empalizada se ve probada al haberse hallado los fosos que se situaban al pie de la misma, cuyo fin era aumentar el sistema defensivo. Posiblemente nunca aparezcan hallazgos de tal cerca, no solo por su construcción con materiales perecederos, sino también por situarse en el límite del cerro, espacio que luego ocuparía la primera muralla de piedra.
El segundo recinto se corresponde con una muralla de piedra, construida una vez que el asentamiento dejó su actividad militar, originando un núcleo civil. Tan solo se tienen evidencias de este muro en un solar de la ciudad; con 2,5 metros de ancho y cubos circulares, fue demolido hacia finales del siglo I para construir en su lugar una vivienda. 
Resulta muy parecido a otros amurallamientos, como los levantados en época de Augusto en la provincia Narbonense. Su construcción, entre los reinados de Tiberio y Claudio, habría sido a la par que las primeras muestras de arquitectura civil en la ciudad.
Por último, la tercera muralla se construyó a finales del siglo III o principios del IV, siendo el recinto aún visible y que, a diferencia de la anterior, se levantó a los pies del cerro, rodeándolo por completo. Entre las causas de su construcción estaría la inestabilidad que se produjo en las décadas finales del Imperio. De una longitud de 2,2 km, englobando una superficie de 26 hectáreas, su espesor ronda entre los 4 y 5 metros.
Su conservación es muy leve, debido a las restauraciones y remodelaciones: parte del tramo sudoccidental se elevó para construir el Paseo de la Muralla, por lo que el muro romano está oculto. De las antiguas puertas, no queda ninguna en pie, aunque se conservan en la nomenclatura callejera de la ciudad moderna: Puerta Obispo, Puerta del Rey, El Postigo, Puerta del Sol, y Puerta de San Miguel (mencionada en documentación histórica).
La única puerta de época romana de la que se tienen noticias se conoce a través de los trabajos arqueológicos realizados en 1971 y 1972. Con 4 metros de ancho, su vano estaba protegido por torres semicirculares de 8 metros de diámetro, de las cuales quedan en pie cuatro hiladas. Como materia prima se utilizó el granito, formando opus quadratum; tal género no se encuentra en el entorno de Astorga, por lo que posiblemente se trajo de Montearenas, en El Bierzo.
La muralla tardía, como la alto-imperial, se construyó con una materia muy abundante en los alrededores de la ciudad, las rocas cuarcíticas. Su aspecto externo es muy irregular, y entre este y el interno, de opus incertum, se izaron varias capas de opus caementicium.

## Reforma medieval
Después de sufrir varias reformas durante la Edad Media, en las cuales se aprovecharon los restos de la cerca romana mezclados con otros materiales, la muralla permaneció intacta hasta el siglo XIX después de la reforma efectuada por el Conde Gatón en la repoblación de la ciudad con gentes de El Bierzo, en gran parte debido a que la ciudad no había sobrepasado el recinto amurallado.

## Edad Contemporánea
En el siglo XIX, la muralla sufrió el envite de las tropas francesas, lo que ocasionó severos destrozos por el uso de artillería. No obstante, lo que causó mayores daños fue el empeño de evitar que Astorga se convirtiese en plaza fuerte, con destrozos tanto de la parte francesa como de la española. La Guerra de la Independencia dejó en la cerca astorgana lugares como la Brecha, apertura en el muro que se ha convertido en acceso al casco histórico desde el barrio de Puerta de Rey. También en esa época se procede a la demolición casi total de los lienzos norte y sur, así como numerosos cubos del lado norte y oeste. Si bien en 1810 había 9 cubos en el lienzo norte y 19 en el oeste, a finales del siglo XX la ciudad solo contaba con 8 cubos en el lienzo oeste y 13 en el lienzo este.